# NGC 4411B
NGC 4411B, auch NGC 4411-2 oder UGC 7546, ist eine Balkenspiralgalaxie vom Typ SBdm im Sternbild Jungfrau. Die Galaxie gehört zum Virgo-Galaxienhaufen.
NGC 4411B ist die Bezeichnung für eine Galaxie aus dem Revidierten NGC Katalog und entspricht der Galaxie NGC 4411 aus dem Originalkatalog. Nahe daneben liegt die Galaxie mit der Bezeichnung NGC 4411A.

## Entdeckung
NGC 4411B wurde 1881 von Christian Heinrich Friedrich Peters entdeckt.

## Entdeckte Supernovae
- Am 1. Juli 1992 wurde die Supernova SN 1992ad vom Typ II von Robert Evans entdeckt.[5][6][7]